# Caher Island
Caher Island är en ö i republiken Irland. Den ligger i grevskapet Maigh Eo och provinsen Connacht, i den nordvästra delen av landet. Arean är 52 kvadratkilometer.
Terrängen på Caher Island är platt. Öns högsta punkt är 49 meter över havet. Den sträcker sig 1,1 kilometer i nord-sydlig riktning, och 1,3 kilometer i öst-västlig riktning. På ön finns ruiner av ett kloster.  